# Singhiella delamarei
Singhiella delamarei là một loài côn trùng cánh nửa trong họ Aleyrodidae, phân họ Aleyrodinae.
Singhiella delamarei được Cohic miêu tả khoa học đầu tiên năm 1968.